# Amphibische Brigaden (Kaiserlich Japanisches Heer)

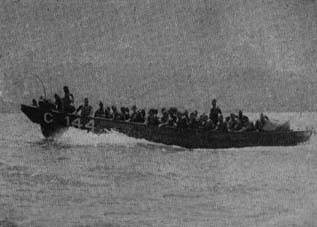
Schiffs-Pioniere des Kaiserlich Japanischen Heeres üben Landungen mit Daihatsu-Landungsbooten.

Die Amphibischen Brigaden (jap. 海上機動旅団, Kaijō kidō ryodan) waren Marineinfanterie-Brigaden des Kaiserlich Japanischen Heeres, die 1943 aufgestellt und 1945 aufgelöst wurden. Obwohl zum Zeitpunkt der Gründung die japanische Invasion Südostasiens bereits abgeschlossen war, sah das Daihon’ei die Notwendigkeit, mit Hilfe der Amphibischen Brigaden flexibel Gegenstöße im Pazifik ausführen zu können.
Die Amphibischen Brigaden sind zu unterscheiden von den Spezial-Landungskräften der Kaiserlich Japanischen Marine.

## Geschichte

### Aufstellung
Mit der Aufstellungsorder A-106 vom 16. November 1943 wurde die Aufstellung der Amphibischen Brigaden des Heeres angeordnet. Die Order sah vor, dass die 1. Amphibische Brigade umgehend und die 2., 3. und 4. Amphibische Brigade im März 1944 aufzustellen sei.

### Gliederung
Die amphibische Brigaden waren fast identisch gegliedert wie die amphibischen Regimenter des Heeres, die eine Zusatzausbildung für amphibische Operationen erhalten hatten. Ihr waren weder schwere Artillerie noch Transportfahrzeuge zugewiesen, die bewegliche Operationen zu Lande erschwerten bis unmöglich machten. Ausgeglichen wurde der Transportmangel durch eine überdurchschnittlich größere Munitionszuteilung. Den Brigaden standen jeweils 35.643 Granaten für ihre 81-mm-Mörser und 7.445 Granaten für die 75-mm-Geschütze zur Verfügung.
Die einzelnen Amphibischen Brigaden setzten sich planmäßig wie folgt zusammen:
- Brigadestab
  - 3 Bataillone
    - je 3 Kompanien Infanterie
    - je 1 Artilliere-Kompanie (3× 75-mm-Gebirgsgeschütze und 2× Infanteriegeschütze)
    - je 1 Mörser-Kompanie (12× 81-mm-Mörser)
    - je 1 Sappeur-Kompanie

  - Flugabwehr-Kompanie (6× Flak)
  - Panzer-Kompanie (9× leichte Panzer)
  - Pionier-Kompanie
  - Fernmelde-Kompanie
  - Sanitäts-Kompanie
  - Landungs- und Unterstützungsschiffe*
    - 150 Daihatsu-Landungsboote
    - 10 SS-Klasse Landungsschiffe
    - 10 Zerstörer-Motorboote (Feuerunterstützung)

(*) Die geplante Sollstärke im Bezug auf die SS-Landungsschiffe und Zerstörer-Motorboote wurde nie erreicht.

### Landungs- und Unterstützungsschiffe

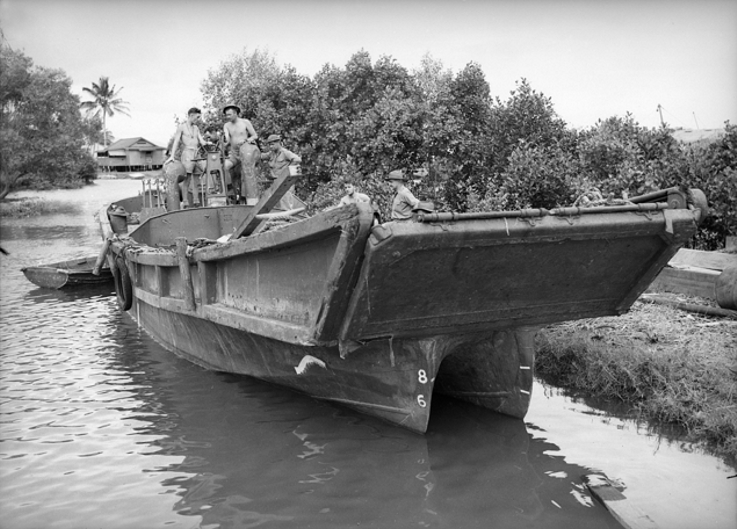
Daihatsu-Landungsboot
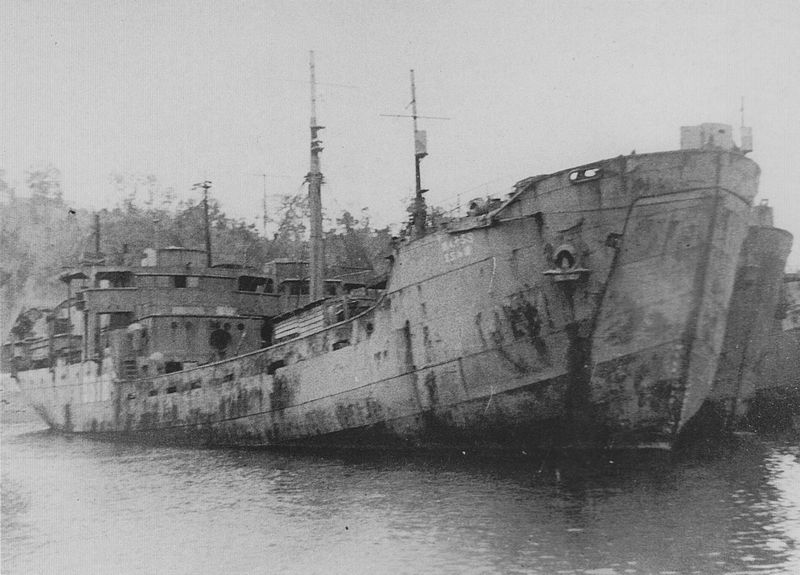
SS-Klasse Landungsschiff
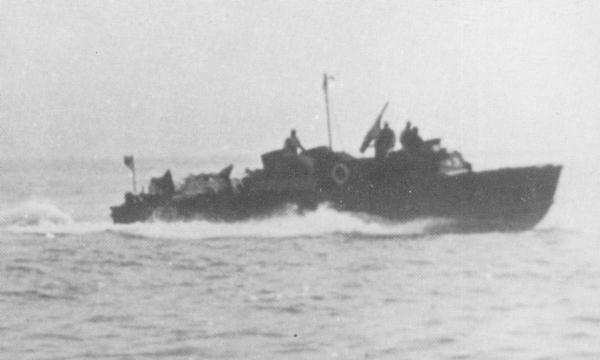
Zerstörer-Motorboot

## Amphibische Brigaden

### 1. Amphibische Brigade
Die 1. Amphibische Brigade (japanisch 海上機動第1旅団) wurde 1943 aufgestellt und 1945 aufgelöst. Ihr Tsūshōgō-Code (militärischer Tarnname) war Stürmen 3139 (駆3139, Kakeru 3139).
Die 1. Amphibische Brigade wurde im November 1943 unter dem Kommando von Generalleutnant Nishida Sachimi in Mandschukuo aufgestellt. Als Stammeinheit diente die 3. Selbstständige Garnisonseinheit. Mitte Dezember 1943 schiffte sich die Brigade ein und traf kurz darauf auf Truk ein, wo sie der 4. Flotte unterstellt wurde. Das Daihon’ei gab der 4. Flotte als Direktive für die 1. Amphibische Brigade aus, dass diese in Bereitschaft zu halten sei, um für eventuelle Gegenstöße zur Verfügung zu stehen. Durch die 1943 eingesetzte alliierte Gegenoffensive im Pazifik änderte sich die Anweisung für die 1. Amphibische Brigade und ihr 2. Bataillon wurde zur Verteidigung  von Wotje und Maloelap abkommandiert. Eine Kompanie des 3. Bataillons wurde nach Kwajalein geschickt. Der Rest der Brigade wurde nach Eniwetok beordert, wo es in der Schlacht um Eniwetok vernichtet wurde.
Am 17. Februar 1944 kamen 400 Mann der 1. Amphibischen Brigade bei der Versenkung der Aikoku Maru ums Leben.
Einige Transportschiffe waren der Brigade zugeteilt, waren jedoch in Palau verblieben und wurden der im Mai 1944 neuaufgestellten 53. Selbstständigen Gemischten Brigade eingegliedert.

### 2. Amphibische Brigade
Die 2. Amphibische Brigade (japanisch 海上機動第2旅団) wurde 1943 aufgestellt und 1945 aufgelöst. Ihr Tsūshōgō-Code war Patrouillieren 3189 (巡3189, Meguru 3189).
Obwohl geplant gewesen war, die 2. Amphibische Brigade erst 1944 aufzustellen, wurde diese im November 1943 aufgestellt. Als Stammeinheit diente ihr der Infanterie-Brigade-Stab der 29. Division und die 5. Selbstständige Garnisons Einheit, stationiert in Mandschukuo. Am 11. April 1944 wurde die 2. Amphibische Brigade der Südarmee unterstellt, die diese im Mai desselben Jahres auf die Philippinen beorderte, allerdings ohne deren Panzer-Kompanie. Im Monat darauf wurde die Brigade weiter südwärts auf die Vogelkop-Halbinsel in West-Neuguinea verlegt und war dort der 2. Armee unterstellt. Während der seit Mai 1944 tobenden Schlacht um Biak wurde erwogen, die Brigade als Verstärkung der Inselgarnison zu schicken, doch der bereits in See gestochene Konvoi (Operation Kon) kehrte unverrichteter Dinge um. Daraufhin wurde die 2. Amphibische Brigade nach Sorong befohlen, wo sie, geschwächt durch ausbleibende Versorgung, Unterernährung und tropische Krankheiten, bis zum Kriegsende im August 1945 ausharrte.

### 3. Amphibische Brigade
Die 3. Amphibische Brigade (japanisch 海上機動第3旅団) wurde 1944 aufgestellt und 1945 aufgelöst. Ihr Tsūshōgō-Code (militärischer Tarnname) war Donnern 12630 (轟12630, Todoroku 12630).
Die Aufstellung der 3. Amphibischen Brigade erfolgte im Mai 1944 unter dem Befehl von Oberst Ikeda Einosuke auf den Kurilen und war identisch wie die 1. und 2. Amphibische Brigade gegliedert. Ihr Auftrag war, unter dem Kommando der 27. Armee die Inselgruppe gegen eine antizipierte amerikanische Landung (Operation Downfall), aber auch gegen eine potenzielle sowjetische Invasion, zu verteidigen.
Am 1. Mai 1945 erfolgte die Unterstellung zur 40. Armee und die damit verbundene Verlegung nach Kyushu, wobei die Schiffstransport-Einheiten auf den Kurilen verblieben, wo ihnen ein größerer Nutzen zugesprochen wurde. Ein Teil des Transportkonvois wurde auf dem Weg von einem U-Boot versenkt, wobei Oberst Ikeda den Tod fand. Er wurde durch  Oberst Kurashi ersetzt. Am 23. Mai 1945 wurde die Brigade umgegliedert und nach Verstärkungen in 125. Selbstständige Gemischte Brigade umbenannt. Die Brigade verblieb bis zum Kriegsende im September 1945 auf Kyushu ohne in Kampfhandlungen verwickelt gewesen zu sein.

### 4. Amphibische Brigade
Die 4. Amphibische Brigade (japanisch 海上機動第4旅団) wurde 1944 aufgestellt und 1945 aufgelöst. Ihr Tsūshōgō-Code (militärischer Tarnname) war Vertreiben 15582 (攘 15582, Harau 15582).
Die Aufstellung der 4. Amphibischen Brigade erfolgte im Mai 1944 unter dem Kommando von Generalmajor Mineki Torikhiko auf den Kurilen und war identisch wie die 1. und 2. Amphibische Brigade gegliedert. Ihr Auftrag war, unter dem Kommando der 27. Armee die Inselgruppe gegen eine antizipierte amerikanische Landung, aber auch gegen eine potenzielle sowjetische Invasion, zu verteidigen.
Im April 1945 erfolgte die Verlegung nach Honshū, wobei die Schiffstransport-Einheiten auf den Kurilen verblieben, wo ihnen ein größerer Nutzwert zugesprochen wurde. Im Mai wurde die Brigade weiter nach Süden verlegt und wurde der 1. Panzer-Division unterstellt. Dort verstärkte sie die Verteidigung der Hauptstadt Tokio. Obwohl einer mobilen Truppe unterstellt war sie ohne jegliche Transportfahrzeuge ausschließlich zur stationären Verteidigung eingesetzt.